# فرناندو ری
فرناندو کاسادو آرامبیلت (به اسپانیایی: Fernando Casado Arambillet) با نام هنری فرناندو ری بازیگر تئاتر، سینما و تلویزیون اهل کشور اسپانیا بود که هم در اروپا و هم در آمریکا فعالیت هنری داشته‌است. وی را به عنوان یک بازیگر فرهیخته و بین‌المللی می‌شناسند. وی در طول مدت حدود نیم قرن در بیش از ۱۵۰ فیلم بازی کرد.

## زندگی شخصی و مرگ
فرناندو ری در سال ۱۹۶۰ با بازیگری آرژانتینی به نام «میبل کار» ازدواج نمود. وی در سال ۱۹۹۲ ریاست «هنرهای فیلم اسپانیایی و علوم دانشگاهی» را به عهده گرفت. ری در سال ۱۹۹۴ به علت سرطان در شهر مادرید درگذشت.

## بخشی از فیلم‌شناسی
- عملیات سفید (۱۹۴۶)
- دن کیشوت (۱۹۴۷)
- آسمان سیاه (۱۹۵۱)
- خوش آمدید آقای مارشال! (۱۹۵۳)
- کمدین‌ها (۱۹۵۴)
- گوهرفروشان مهتاب (۱۹۵۸)
- آخرین روزهای پمپئی (۱۹۵۹)
- ویریدیانا (۱۹۶۱)
- جاسوسی در لیسبون (۱۹۶۵)
- ناقوس‌های نیمه‌شب (۱۹۶۵)
- حمله روبات‌ها (۱۹۶۶)
- ال گرکو (۱۹۶۶)
- میگل د سروانتس (۱۹۶۷)
- قصه جاویدان (۱۹۶۸)
- وحشی سواران (۱۹۶۸)
- ماجراجویان (۱۹۷۰)
- باد خشمگین (۱۹۷۰)
- تریستانا (۱۹۷۰)
- باد خشمگین (۱۹۷۰)
- ارتباط فرانسوی (۱۹۷۱)
- آنتونیوس و کلئوپاترا (۱۹۷۲)
- دو چهره ترس (۱۹۷۲)
- جذابیت پنهان بورژوازی (۱۹۷۲)
- سفید، قرمز و… (۱۹۷۲)
- سپیددندان (۱۹۷۳)
- ارتباط فرانسوی ۲ (۱۹۷۵)
- هفت زیبا (۱۹۷۵)
- جسدهای سرشناس (۱۹۷۶)
- صحرای تاتارها (۱۹۷۶)
- سفر نفرین‌شده (۱۹۷۶)
- میل مبهم هوس (۱۹۷۷)
- عیسی ناصری (مجموعه تلویزیونی) (۱۹۷۷)
- کوئینتت (۱۹۷۹)
- کابوبلانکو (۱۹۸۰)
- مادام کاملیا (۱۹۸۱)
- عسل (۱۹۸۱)
- نجیب و پاکدامن (۱۹۸۱)
- عالی‌جناب (۱۹۸۲)
- ضربه (۱۹۸۴)
- جنگل افسون‌شده (۱۹۸۷)
- نامزد (مینی‌سریال) (۱۹۸۹)
- نبرد سه پادشاه (۱۹۹۰)
- تانگو برهنه (۱۹۹۰)
- ۱۴۹۲: فتح بهشت (۱۹۹۲)
- در سمت دور تونل (۱۹۹۴)